# Kirchensteuer
Die Kirchensteuer ist eine Steuer, die ein Staat zugunsten bestimmter Religionsgemeinschaften von deren Mitgliedern zur Finanzierung religiös motivierter Aufgaben (z. B. Bau und Unterhaltung der Kirchengebäude, Bezahlung der Geistlichen, Kindergärten, Seniorenwohnheime) erhebt. Sie existiert v. a. in Deutschland und der Schweiz, wird des Öfteren jedoch fälschlicherweise mit der Zahlung des Zehnten im Mittelalter in Verbindung gebracht. In Österreich sind die Finanzierungsbeiträge der Mitglieder von Gesetzes wegen als Kirchenbeitrag direkt an die Kirchen zu zahlen. Auch wenn es sich dabei formal um keine Steuer handelt, wird dennoch in Österreich synonym der Begriff Kirchensteuer verwendet. Vgl. z. B.:.
Ihren Ursprung hat diese Form der Kirchenfinanzierung in dem Bedürfnis, nach der Säkularisation für die davon betroffenen Religionsgemeinschaften einen Ausgleich zu schaffen. Dies betrifft also vor allem die evangelische, römisch- und altkatholische Kirche; in Deutschland vertretene Religionen und deren Gemeinschaften ohne als KdöR anerkannte Kirche können keine Kirchensteuer beziehen (Die meisten Freikirchen verzichten aus Prinzip auf eine Kirchensteuer, auch wenn sie als KdöR anerkannt sind). Im Judentum existiert in Deutschland die sog. Kultussteuer. Eine Kirchensteuer existiert ebenso außerhalb des deutschsprachigen Raums.

## Deutschland
In Deutschland werden die Kirchensteuern der evangelischen Landeskirchen, der römisch-katholischen Kirche und einiger weiterer Religionsgemeinschaften von den Finanzämtern der jeweiligen Länder erhoben. In Bayern unterhalten die evangelische und die römisch-katholische Kirche eigene Kirchensteuerämter. Die meisten Religionsgemeinschaften erheben keine Kirchensteuern.

## Österreich
In Österreich zahlen Mitglieder der evangelischen, der römisch- und altkatholischen Kirche einen Kirchenbeitrag direkt an die jeweilige Kirche. Der Kirchenbeitrag ist keine Steuer, eher vergleichbar mit einem Vereinsbeitrag. Das bedeutet, dass die Kirchenbeitragsstelle nicht unmittelbar eine Zwangsvollstreckung führen kann, sondern ihre Forderung im ordentlichen Rechtsweg einklagen muss.

## Schweiz
In der Schweiz regeln die Kantone die Verwaltung der Kirchensteuer.

## Dänemark
Die evangelisch-lutherische Dänische Volkskirche erhält staatliche Mittel. Die Kirchensteuer wird dort von der örtlichen Kirchengemeinde festgesetzt. Um wirksam zu werden, muss sie jedoch von der politischen Gemeinde sowie dem Kirchenministerium bestätigt werden. Sie kann lokal variieren, bis zu 7 % betragen und wird mit der Lohn- und Einkommensteuer erhoben. Etwa drei Fünftel der kirchlichen Haushalte werden direkt aus staatlichen Mitteln finanziert.

## Finnland
In Finnland wird die Höhe der Abgabe von der Kirchengemeinde bestimmt, der man angehört. Die Kirchensteuer beträgt 1 bis 2 % des zu versteuernden Einkommens, wobei auch Unternehmen kirchensteuerpflichtig sind.

## Frankreich
Im Zuge der Französischen Revolution wurde in Frankreich der Kirchenzehnt abgeschafft. Die Kirchen sind dort im Wesentlichen auf Spenden angewiesen. Nach dem Gesetz zur Trennung von Kirche und Staat aus dem Jahr 1905 müssen sich Kirchen in Frankreich zum größten Teil selbst finanzieren. Nur im Elsass und dem nordlothringischen Département Moselle (Gebiete, die zwischen 1871 und 1919 dem Deutschen Kaiserreich angehörten) wird noch Kirchensteuer erhoben.

## Großbritannien
In Großbritannien wurden die Kirchen nie enteignet, daher bestreiten sie die nicht durch Spenden gedeckten Ausgaben aus eigenen Mitteln.

## Island
In Island ist von Bürgern ab 16 Jahren ein sogenanntes sóknargjald (etwa: „Gemeindeentgelt“, Plural sóknargjöld) zu entrichten, das von der Einkommensteuer abgezogen wird. Das sóknargjald geht an die staatlich anerkannte religiöse Gemeinschaft oder weltlich-humanistische Gruppierung, als deren Mitglied die Person registriert ist. Bis 2009 ging das sóknargjald von Personen, die weder einer religiösen Gemeinschaft noch weltlichen Gruppierung angehörten, an die Universität Island; durch eine Gesetzesänderung wird das Geld in diesen Fällen seither in den allgemeinen Staatshaushalt eingerechnet. 2016 betrug das Sóknargjald 898 Isländische Kronen monatlich.

## Italien
In Italien wird automatisch von jedem eine Mandatssteuer in Höhe von 8 ‰ auf die Einkommensteuer erhoben und für den „8 per mille“-Zweck verwendet. Es ist möglich, das Ziel der Geldverwendung aus einer Liste von Optionen auszuwählen. Die Liste enthielt ursprünglich nur Religionsgemeinschaften, aber seit 2014 besteht auch die Möglichkeit, das Geld für soziale Zwecke an den Staat zu spenden. „8 per mille“ entspricht daher der Kirchensteuer in den DACH-Ländern nicht, da der „8 per mille“ keine zusätzliche Steuer ist, sondern vielmehr ein Teil der Einkommensteuer, der für bestimmte Zwecke verwendet wird. Zusätzlich hat die Wahl oder Nichtwahl des Empfängers des „8 per mille“ keine Auswirkungen auf die Mitgliedschaft in der Kirche oder das religiöse Leben der betreffenden Person.

## Norwegen
Die Norwegische Kirche wird seit dem Jahr 2012 nicht mehr als Staatskirche finanziert. Die Finanzierung wird durch Mitglieds- bzw. Kirchenbeiträge gedeckt.

## Schweden
In Schweden heißt die Kirchensteuer seit der Trennung von Kirche und Staat „Kirchenabgabe“ (kyrkoavgift) und wird von der Steuerbehörde erhoben. Die Höhe der Abgabe richtet sich nach der Kirchengemeinde, der man angehört. Die durchschnittliche Höhe der Abgabe betrug 2015 1 % des zu versteuernden Einkommens.

## Spanien
In Spanien kann der Steuerpflichtige in der Steuererklärung angeben, welcher Religionsgemeinschaft die Steuer oder ob sie sozialen Zwecken oder dem Staat zugutekommen soll. Der Steuerbetrag, der der katholischen Kirche oder anderen sozialen und kulturellen Zwecken zufließt, liegt bei 0,7 %. Trifft der Steuerzahler keine Entscheidung, wird das Geld automatisch den „anderen Zwecken“ zugeleitet.